# Коссерн

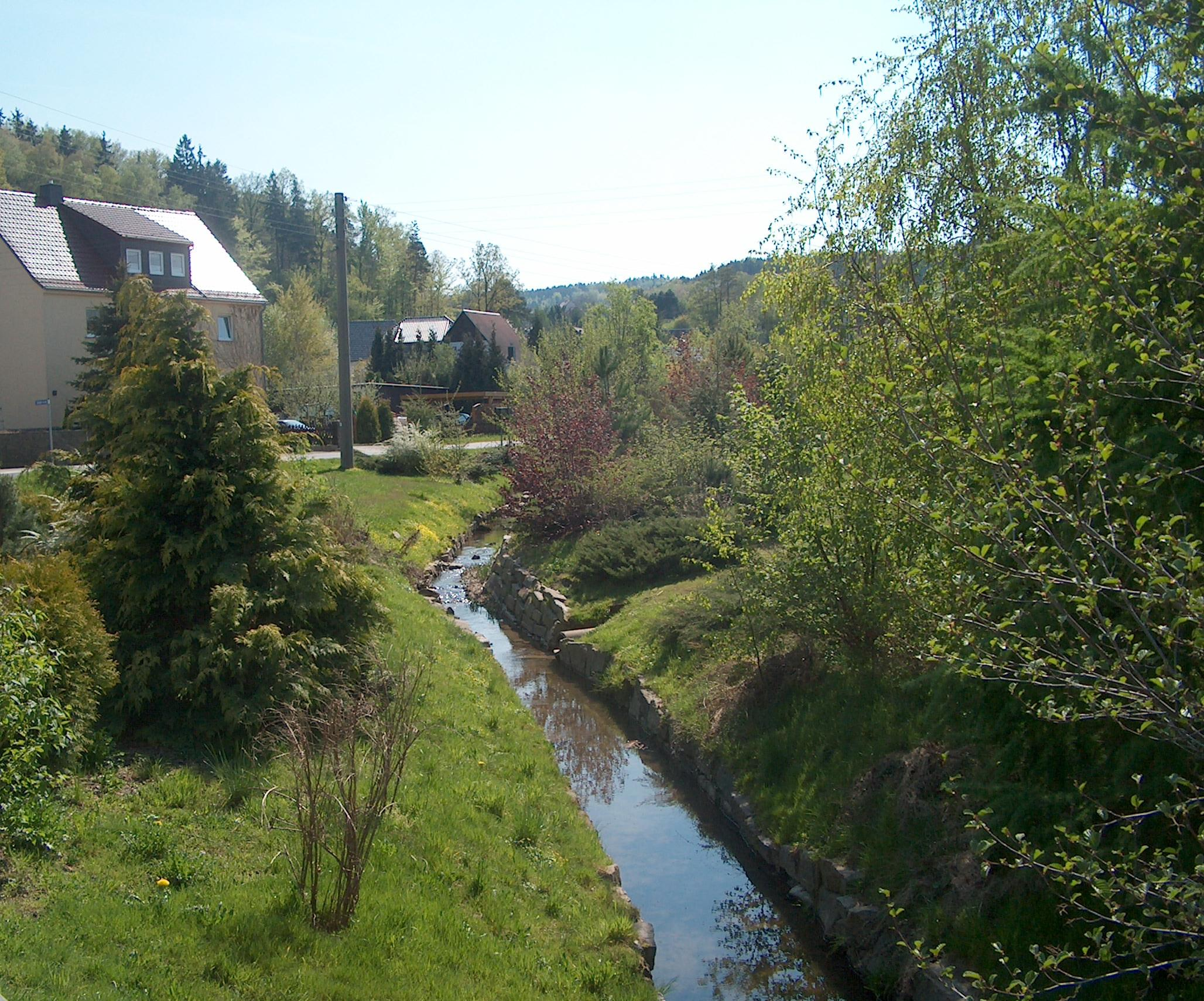

Ко́ссерн или Ко́сарня (нем. Cossern; в.-луж. Kosarnja) — деревня в Верхней Лужице, Германия. Входит в состав коммуны Добершау-Гаусиг района Баутцен в земле Саксония. Подчиняется административному округу Дрезден.

## География
Деревня имеет уличную структуру построения жилых домов. Граничит на севере с деревней Меджойз (Mjedźojz, Medewitz) коммуны Демиц-Тумиц, на востоке — с деревней Гуска (Huska, Gaußig) и Нова-Вес на юге.

## История
Впервые упоминается в 1355 году под наименованием Козерин (Coserin).
С 1934 по 1994 года деревня входила в состав коммуны Наундорф, с 1994 по 1999 год — в коммуну Гаусиг. С 1999 года входит в состав коммуны Добершау-Гаусиг.
Деревня не входит в состав «Лужицкой поселенческой области».

## Население
Согласно статистическому сочинению «Dodawki k statisticy a etnografiji łužickich Serbow» Арношта Муки в 1884 году проживало 179 человек (из них — 90 серболужичан (50 %)). Большинство жителей являются лютеранами.
Официальным языком в населённом пункте, помимо немецкого, является также верхнелужицкий язык.
| 1834 | 1871 | 1890 | 1910 | 1925 | 2011 |
| ---- | ---- | ---- | ---- | ---- | ---- |
| 110  | 158  | 156  | 191  | 185  | 83   |